# Еднокрачко убива злото
„Еднокрачко убива злото“ е български игрален филм (документален) от 2003 година на режисьора Михаил Венков.

## Актьорски състав
Не е налична информация за актьорския състав.

## Награди
Награда на СБХ през 2003 година. Венков печели приза за най-добър телевизионен журналист на XIV Международен кинофестивал „Златен витяз“ в Челябинск през 2005 година.